# Tom Charton
Pour les articles homonymes, voir Charton.
Tom Charton (né le 15 octobre 1984 à Reims en France) est un joueur de hockey sur glace qui évolue au poste de gardien de but.

## Carrière en club
Formé au Reims Hockey Club, il est incorporé à l'équipe première lorsque celle-ci dépose le bilan et est contraint de repartir en Division 3. Ses bonnes prestations à ce niveau lui permettent de décrocher en 2004 un contrat de deuxième gardien aux Scorpions de Mulhouse avec lesquels il décroche le titre de Champion de France après avoir disputé six matchs au cours de la saison.
Là encore, son ascension est brutalement stoppée par un nouveau dépôt de bilan de son club. Il sera le dernier joueur de l'effectif à retrouver un club, celui des Taureaux de Feu de Limoges, en Division 1. Il y restera deux saisons avant de faire ses valises pour le club de Garges, juste avant que le club de Limoges ne coule à son tour.
Il ne restera qu'une petite saison dans la banlieue parisienne, préférant tenter de nouveau sa chance en Magnus, avec les Chamois de Chamonix.

## Palmarès
- 2004-2005 : Champion de France avec les Scorpions de Mulhouse

## Statistiques
| Saison    | Équipe                  | Ligue        |                            | Saison régulière           | Saison régulière           | Saison régulière           | Saison régulière           | Saison régulière           | Saison régulière           | Saison régulière           |                            | Séries éliminatoires       | Séries éliminatoires       | Séries éliminatoires       | Séries éliminatoires       | Séries éliminatoires       | Séries éliminatoires | Séries éliminatoires |
| Saison    | Équipe                  | Ligue        | PJ                         | Min                        | BC                         | Moy                        | % Arr                      | Bl                         | Pun                        | PJ                         | Min                        | BC                         | Moy                        | % Arr                      | Bl                         | Pun                        |                      |                      |
| 2002-2003 | Reims Champagne         | Division 3   | -                          | -                          | -                          | -                          | -                          | -                          | -                          | -                          | -                          | -                          | -                          | -                          | -                          | -                          |                      |                      |
| 2003-2004 | Reims                   | Division 2   | 19                         | -                          | -                          | -                          | -                          | -                          | -                          | -                          | -                          | -                          | -                          | -                          | -                          | -                          |                      |                      |
| 2004-2005 | HC Mulhouse             | Ligue Magnus | Statistiques indisponibles | Statistiques indisponibles | Statistiques indisponibles | Statistiques indisponibles | Statistiques indisponibles | Statistiques indisponibles | Statistiques indisponibles | Statistiques indisponibles | Statistiques indisponibles | Statistiques indisponibles | Statistiques indisponibles | Statistiques indisponibles | Statistiques indisponibles | Statistiques indisponibles |                      |                      |
| 2005-2006 | HC Limoges              | Division 1   | 12                         | -                          | -                          | -                          | -                          | -                          | -                          | -                          | -                          | -                          | -                          | -                          | -                          | -                          |                      |                      |
| 2006-2007 | Limoges                 | Division 1   | 27                         | 1792                       | -                          | 3,88                       | -                          | -                          | -                          | -                          | -                          | -                          | -                          | -                          | -                          | -                          |                      |                      |
| 2007-2008 | HC Garges-lès-Gonesse   | Division 1   | 24                         | 1311                       | -                          | 5,49                       | -                          | -                          | -                          | -                          | -                          | -                          | -                          | -                          | -                          | -                          |                      |                      |
| 2008-2009 | Chamonix HC             | Ligue Magnus | 8                          | -                          | -                          | 7,18                       | -                          | -                          | -                          | -                          | -                          | -                          | -                          | -                          | -                          | -                          |                      |                      |
| 2009-2010 | Chamonix HC             | Ligue Magnus | 9                          | -                          | -                          | 3,97                       | -                          | -                          | -                          | 3                          | -                          | -                          | 6,43                       | -                          | -                          | -                          |                      |                      |
| 2010-2011 | Chamonix HC             | Ligue Magnus | 1                          | -                          | -                          | 6,00                       | -                          | -                          | -                          | -                          | -                          | -                          | -                          | -                          | -                          | -                          |                      |                      |
| 2011-2012 | Chamonix HC             | Ligue Magnus | 5                          | -                          | -                          | 3,69                       | -                          | -                          | -                          | -                          | -                          | -                          | -                          | -                          | -                          | -                          |                      |                      |
| 2012-2013 | Chamonix HC             | Ligue Magnus | 1                          | 24                         | -                          | 0                          | 100                        | -                          | -                          | -                          | -                          | -                          | -                          | -                          | -                          | -                          |                      |                      |
| 2013-2014 | Yétis du Mont-Blanc     | Division 1   | 26                         | 1580                       | -                          | 3,91                       | -                          | -                          | -                          | -                          | -                          | -                          | -                          | -                          | -                          | -                          |                      |                      |
| 2014-2015 | Yétis du Mont-Blanc     | Division 1   | 24                         | 1 455                      | 98                         | 4,04                       | -                          | 0                          | 14                         | -                          | -                          | -                          | -                          | -                          | -                          | -                          |                      |                      |
| 2015-2016 | Yétis du Mont-Blanc     | Fra-2        | 26                         | 1 571                      | 112                        | 4,28                       | -                          | 0                          | 10                         | -                          | -                          | -                          | -                          | -                          | -                          | -                          |                      |                      |
| 2016-2017 | Aigles de Nice          | Ligue Magnus | 12                         | 501                        | 33                         | 3,95                       | 86,3                       | 0                          |                            | 6                          | 210                        | 10                         | 2,86                       | 86,7                       | 0                          |                            |                      |                      |
| 2017-2018 | Aigles de Nice          | Ligue Magnus | 10                         | 365                        |                            | 4,60                       | 86,1                       |                            | 0                          | 3                          | 128                        |                            | 4,69                       | 87,3                       |                            | 0                          |                      |                      |
| 2018-2019 | Spartiates de Marseille | Division 1   | 8                          | 482                        | 33                         | 4,11                       | 89,1                       | 0                          | 4                          | -                          | -                          | -                          | -                          | -                          | -                          | -                          |                      |                      |
| 2018-2019 | Phénix de Reims         | Division 3   | 7                          |                            |                            | 3                          |                            |                            |                            | 4                          |                            |                            | 3,50                       |                            |                            |                            |                      |                      |
| 2019-2020 | Waterloo Maroons        | LHSR         | 18                         |                            |                            | 5,06                       |                            |                            |                            | -                          | -                          | -                          | -                          | -                          | -                          | -                          |                      |                      |
| 2020-2021 | Phénix de Reims         | Division 2   | Statistiques indisponibles | Statistiques indisponibles | Statistiques indisponibles | Statistiques indisponibles | Statistiques indisponibles | Statistiques indisponibles | Statistiques indisponibles | Statistiques indisponibles | Statistiques indisponibles | Statistiques indisponibles | Statistiques indisponibles | Statistiques indisponibles | Statistiques indisponibles | Statistiques indisponibles |                      |                      |